# سی. جی. بروتون
سی. جی. بروتون (انگلیسی: C. J. Bruton؛ زادهٔ ۱۳ دسامبر ۱۹۷۵) بازیکن بسکتبال اهل استرالیا است.
وی در مسابقات کشوری و بین‌المللی در مجموع برندهٔ ۱ مدال طلا شده‌است.